# Holandský pinč
Holandský pinč (nizozemsky: Hollandse Smoushond, anglicky: Dutch Smoushond) je malé nizozemské psí plemeno, které vzhledem může připomínat voříška. I přesto se jedná o plemeno uznané Mezinárodní kynologickou federací (FCI) a to ve skupině druhé, pinčové, knírači, plemena molossoidní a švýcarští salašničtí psi, a sekci pinčové a knírači. Oficiální používaná zkratka je HP a číslo standardu je 308.

## Historie

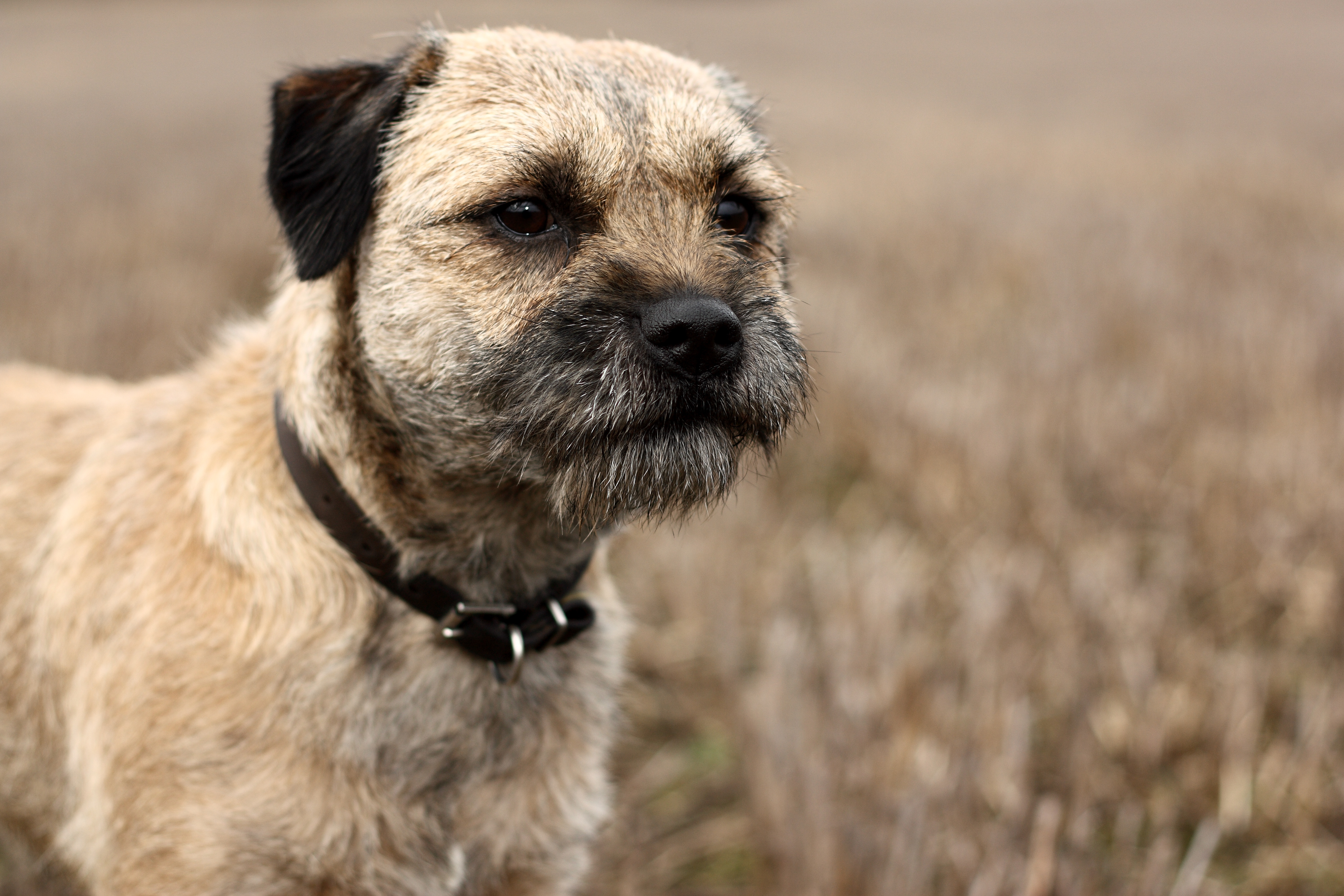
Border teriéři byli kříženi s holandskými pinči při procesu jejich znovuvytvoření

Holandský pinč pochází, jak již název napovídá, z Nizozemska. Existuje více verzí, které pojednávají o zrodu plemene, avšak nejčastěji se jako doba zrodu těchto psů uvádí 18. nebo 19. století. Již v polovině 19. století byl holandský pinč mezi Nizozemci velmi oblíbený. Původním využitím těchto psů, podobně jako u kníračů, bylo hlídání stájí a chytání hlodavců. Pravděpodobným předkem holandských pinčů byli němečtí drsnosrstí chrti, které do Amsterdamu přivezl holandský podnikatel Abras. Již roku 1905 byl založen Smoushondenclub (volně přeloženo jako Klub holandského pinče) a to především proto, aby klub sjednotil čistokrevné jedince, jelikož plemeno pomalu vymíralo. Toho roku byl vytvořen i první standard a to hrabětem z Bylandt Messrsem a kynology Woltmanem Elpersen a Seegersem. Nakonec, během druhé světové války, plemeno téměř vyhynulo. Roku 1973 se skupinka chovatelů rozhodla plemeno obnovit a vzkřísit ze zbývajících jedinců, kterých bylo po celém Nizozemsku poskrovnu. I kvůli malému počtu psů, kteří nebyli ani čistokrevní, probíhalo křížení s border teriéry. Jeden člověk z této skupiny, Barkman van de Vill, se mezi nizozemskými kynology proslavil právě díky úspěšné obnově plemene. Roku 1996 nizozemský umělec Rien Poortvliet namalovat ilustraci do knihy s holandskými pinči.
Obecně se jedná o vzácné psí plemeno, které bylo krátkou dobu v Česku k vidění, avšak k roku 2016 není registrována žádná chovatelská stanice.

## Vzhled
Holandský pinč je malý, svalnatý a kvadraticky stavěný pes. Tito psi jsou kompaktní, houževnatí, s ideální kohoutkovou výškou stejnou, jako je délka hřbetu. Srst je charakteristickým znakem plemene; drátovitá, rovná, na dotek drsná a rozcuchaná. Chlupy jsou dlouhé okolo 5 až 6 cm a zbarveny jsou v různých odstínech žluté, od plavé až po krémovou. Srst má podsadu. Může se stát, že obočí psa přeroste do takové délky, že bude zakrývat oči, což je nutné odstranit a předejít tak zdravotním potížím psa. Hmotnost se dle standardu FCI pohybuje od 7 do 11 kg. Kohoutková výška psů (samců) je 37 až 42 cm, u fen je to pouze 35 až 40 cm.
Hlava holandských pinčů je široká s výrazným stopem. Právě hlava je dle standardu nejtypičtějším znakem plemene. Lebka široká, mírně klenutá. Uši jsou nasazené poměrně vysoko, klopené a natočené vpřed. Oči jsou velké, kulaté, ideálně posazené a s tmavě hnědými duhovkami. Mají přátelský a hravý výraz. Nosní houba černá s širokými otvory. Zuby jsou silné, preferuje se nůžkový skus, avšak klešťový skus se taktéž toleruje. Pysky přiléhavé. Krk je krátký, úzký a dobře osvalený. Je harmonicky nasazený na středně dlouhý a úzký hřbet. Žebra jsou dobře klenutá, záď mírně spáditá, břicho vtažené. ocas je krátký, nošený v rovně hřbetní linie nebo nad ní, avšak nikdy ne stočený jako je to například u špiců. Nohy jsou přiměřeně dlouhé, zakončené kulatými tlapkami s černými drápky. Tolerovány jsou ale i světlé drápy.

## Chov
Holandský pinč je hravý, aktivní a houževnatý pes s vyvinutými loveckými pudy. Jsou to veselí a přátelští psi, kteří se hodí i do rodiny s dětmi. Samotné děti jim nevadí, naopak, jejich hry snáší dobře. Rodině jsou oddaní a změnu těžko snášejí. Vycházejí dobře i s ostatními zvířaty. K cizím lidem se chovají rezervovaně a dobře ohlídají i dům, přestože nejsou příliš hlídačsky založení.
Holandští pinčové jsou poměrně nenároční psi. Jejich srst je bezúdržbová; má samočisticí schopnost a navíc není nutné ji příliš často česat ani mýt. Pouze v případě přerostlých chlupů, obzvláště v obočí, uších a mezi polštářky na tlapkách, je nutné je ostříhat. Co se pohybu týče, pak se pes přizpůsobí životnímu stylu majitele, avšak v základě se jedná o aktivní a hravé psí plemeno, které pohyb a hry baví. Díky mrštnosti a pohyblivosti se hodí pro psí sporty jako je agility nebo tanec se psem. Drápky je potřeba stříhat pouze v případě, že si je pes neobrušuje o chodníky.